# Javier Zeoli
Adolfo Javier Zeoli Martínez (født 2. maj 1962 i Montevideo, Uruguay) er en tidligere uruguayansk fodboldspiller (målmand), der mellem 1988 og 1990 spillede 14 kampe for Uruguays landshold. Han deltog blandt andet ved Copa América i 1989 og VM i 1990 i Italien.
På klubplan spillede Zeoli for Montevideo-klubberne Danubio FC og Nacional. Han var også tilknyttet blandt andet River Plate i Argentina og Tenerife i Spanien.